# 우베역
우베역(일본어: 宇部駅 우베에키[*])은 일본 야마구치현 우베시에 있는 서일본 여객철도 · 일본화물철도의 역이다. 산요 본선을 소속으로 해서, 이 역을 종점으로 하는 우베 선등 2개의 노선이 상호 운행되고 있다. 여객역으로서는 단선 · 섬식의 형태를 합친 복합 구조의 철도 역사이다.

## 타는 곳
| 플랫폼 | 노선        | 방향        | 행선지                 | 비고            |
| ------ | ----------- | ----------- | ---------------------- | --------------- |
| 0 · 1  | ■ 우베 선   | -           | 우베신카와 방면        |                 |
| 3      | 예비 승강장 | 예비 승강장 | 예비 승강장            | 예비 승강장     |
| 4      | ■ 산요 본선 | 하행선      | 아사 · 시모노세키 방면 | 일부 1번 승강장 |
| 5      | ■ 산요 본선 | 상행선      | 신야마구치 · 호후 방면 |                 |
| 6      | 예비 승강장 | 예비 승강장 | 예비 승강장            | 예비 승강장     |

## 화물 역
- 일본화물철도의 역은, 여객 역 남쪽 출구의 서쪽에 위치한다.

### 취급 하는 화물
- 컨테이너 화물
  - 12 ft 컨테이너, 20 ft 대형 컨테이너를 취급한다.
- 산업폐기물, 특수 산업 폐기물의 취급 허가를 얻는다.

## 이용 현황
| 연도     | 하루 평균 승차 인원 | 연도     | 하루 평균 승차 인원 |
| 2000년도 | 2,230명             | 2006년도 | 1,896명             |
| 2001년도 | 2,067명             | 2007년도 | 1,897명             |
| 2002년도 | 1,994명             | 2008년도 | 1,867명             |
| 2003년도 | 1,912명             | 2009년도 | 1,819명             |
| 2004년도 | 1,916명             | 2010년도 | 1,862명             |
| 2005년도 | 1,922명             |          |                     |
| -------- | ------------------- | -------- | ------------------- |

## 역 주변
- 야마구치 현 기업국 고토가와 공업용수도 사무소
- 전문학교 YIC 하비리테이션 대학교
- 아카시 피복 공업 우베 공장
- 우베 스테이션 호텔
- 야마구치 은행 · 니시추고쿠 신용금고 · 야마구치 현 신용금고 니시우베 지점

## 역사
- 1900년 12월 3일 : 국철의 우베역으로서 개업.
- 1943년 5월 1일 : 니시우베역(일본어: 西宇部駅)으로 개칭.
- 1964년 10월 1일 : 우베역으로 재개칭.
- 1987년 4월 1일 : 민영화에 의해, 서일본 여객철도로 이관.

## 인접 정차역
| 서일본 여객철도 산요 본선 | 서일본 여객철도 산요 본선 | 서일본 여객철도 산요 본선 |
| ------------------------- | ------------------------- | ------------------------- |
| 고토 고베 방면            | ■ 산요 본선               | 오노다 모지 방면          |
| 서일본 여객철도 우베 선   |                           |                           |
| 이와하나 신야마구치 방면  | ■ 우베 선                 | 시·종착역                 |